# Dr. Stefan Frank – Der Arzt, dem die Frauen vertrauen
Dr. Stefan Frank – Der Arzt, dem die Frauen vertrauen ist eine deutsche Arztserie, die von 1995 bis 2001 im Auftrag von RTL produziert wurde. Die Fernsehserie entstand nach der gleichnamigen Romanserie des Bastei Verlags und wurde auch außerhalb von Deutschland in der Schweiz, Österreich, Belgien, Frankreich und Kroatien ausgestrahlt. Die Handlung der Serie dreht sich um das Leben des Münchner Gynäkologen und Chirurgen Dr. Stefan Frank, der sich neben den Problemen seiner Patientinnen auch diversen Schwierigkeiten in seinem Privatleben widmen muss. Das Titellied heißt Alles, was du willst, gesungen von Roland Kaiser.

## Hauptpersonen

### Dr. Stefan Frank
Dr. Stefan Frank ist Gynäkologe und Chirurg. Er zieht nach dem Tod seiner Frau von Berlin nach München-Bogenhausen in die Villa seines gesundheitlich angeschlagenen Vaters Dr. Eberhard Frank und übernimmt auch dessen dort ansässige Praxis. Zugleich besitzt er einige Belegbetten in der Privatklinik (Waldner-Klinik) seines guten Freundes Dr. Ulrich Waldner und dessen Ehefrau Dr. Ruth Waldner. Er bemüht sich stets mit großem Elan um das Wohl seiner Patienten und ist deswegen bei diesen und bei vielen Kollegen beliebt. Auch außerhalb der Sprechzeiten hat er für Patienten stets ein offenes Ohr, was häufig dazu führt, dass sein Privatleben zu kurz kommt. Über das gesamte Seriengeschehen verbindet ihn eine enge Freundschaft zu der Tierärztin Dr. Susanne Berger, mit der er zwischenzeitlich liiert ist und einen Sohn hat. Seine Beziehungen im Serienverlauf sind ansonsten stets von kurzer Dauer. Seine erste Lebensgefährtin Eva, eine Krankenschwester der Waldner-Klinik, stirbt an einem Hirntumor. Seine zweite Lebensgefährtin Dr. Bea Gerlach, mit der er kurzzeitig auch verheiratet ist und gemeinsam ein Waisenkind adoptiert, wird Mitglied einer Sekte und zieht in die USA. Nach einer kurzen Liaison mit Vanessa Unger, einer Freundin von Susanne, heiratet er zum Serienfinale Sophie, eine Schwester von Ruth.

### Dr. Eberhard Frank
Dr. Eberhard Frank ist ein Arzt der alten Schule, der sich mit seinem eher unfreiwilligen Ruhestand nicht recht anfreunden kann und sich deswegen stets freut, wenn er seinen Sohn in der Praxis zumindest für ein paar Stunden vertreten darf. Durch seine Kochkünste lernt er die italienische Unternehmerin Signora Bianchi kennen und zieht zu ihr in die Toskana, wo er wenig später überraschend verstirbt.

### Laura Frank
Laura Frank ist die Halbschwester von Stefan und die aus einer Affäre hervorgegangene Tochter von Eberhard. Sie erscheint plötzlich nach dem Tode von Eberhard während der Testamentsverlesung in der Kanzlei des Notars und erbt die Hälfte der Villa Frank. Nach anfänglicher Ablehnung entwickelt sich zwischen ihr und ihrem Bruder eine freundschaftliche Verbindung. Sie arbeitet in verschiedenen Gelegenheitsjobs, u. a. auch für kurze Zeit als Auszubildende in der Waldner-Klinik. Sie beginnt eine Beziehung mit Dr. Christian Roehrs, lässt jedoch die Hochzeit mit diesem platzen, nachdem sie ihn beim Fremdgehen ertappt. Am Ende der Serie lernt sie einen Animateur kennen, mit dem sie in ein italienisches Feriencamp zieht.

### Martha Brunnacker
Martha Brunnacker arbeitet und wohnt als Haushälterin in der Villa Frank und war vor Ankunft seines Sohnes zusätzlich die Sprechstundenhilfe der Praxis. Sie ist die gute Seele des Hauses und für ihre Kochkünste bekannt. Aufgrund ihrer resoluten Art hat sie allerdings zu Beginn der Serie zunächst Probleme mit Stefan und seiner neuen Sprechstundenhilfe, kommt jedoch im späteren Verlauf mit beiden gut zurecht.

### Louis Brunnacker
Louis Brunnacker ist der Bruder von Martha Brunnacker und wohnt seit seinem Renteneintritt ebenfalls in der Villa Frank. Er ist handwerklich sehr geschickt und übernimmt aus diesem Grunde viele Arbeiten in der Villa und auf dem Grundstück. Er ist hypochondrisch veranlagt und steigert sich regelmäßig in Symptome und Krankheiten hinein. Er und Martha haben einen Neffen namens Alois, der auch kurzzeitig in der Villa Frank wohnt.

### Marie-Luise Flanitzer
Marie-Luise Flanitzer ist die Sprechstundenhilfe, die Stefan direkt nach der Übernahme der Praxis einstellt. Sie zieht beim Antritt ihrer Stelle in die Mansarde der Villa Frank. Mit Martha versteht sie sich aufgrund ihrer unbekümmerten und frechen Art zunächst schlecht, entwickelt jedoch zu den anderen Bewohnern im Hause Frank und schließlich auch zu Martha ein gutes Verhältnis. Sie hat einen kleinen Sohn mit einem Busfahrer, die jedoch beide bei einem Unfall ums Leben kommen. Sie heiratet einen ehemaligen Lehrer ihres kleinen Sohnes, trennt sich aber von diesem wieder. Später beginnt sie eine Beziehung mit Dr. Tim Eckert, einem Arzt der Waldner-Klinik, mit dem sie ein Kind bekommt.

### Dr. Susanne Berger
Dr. Susanne Berger ist Tierärztin und lernt Stefan nach einer Autopanne kennen. Zwischen den beiden entwickelt sich eine Freundschaft und kurzzeitig auch eine Beziehung, aus der ein Sohn entsteht. Während ihrer Beziehung verliebt sich Stefan in ihre Freundin Vanessa Unger und beendet die Beziehung zu Susanne. Nachdem Vanessa überraschend nach Südamerika auswandert, versöhnen sich Stefan und Susanne und werden wieder enge Freunde. Später zieht Susanne nach Berlin, kehrt allerdings schnell wieder nach München zurück.

### Dr. Ulrich Waldner
Dr. Ulrich Waldner ist Chefarzt in der von ihm gegründeten Privatklinik. Er hat zwei Kinder aus erster Ehe, Barbara und Kai, die mit ihm und seiner neuen Ehefrau in seinem Haus wohnen. Mit Stefan ist er seit Studienzeiten befreundet. Er erleidet schwere Herzinfarkte, die er zwar überlebt, aber die eine schwere Depression zur Folge haben. Als er kurze Zeit später noch die Diagnose Leberkrebs erhält, sieht er keinen Ausweg aus seiner Lage und erschießt sich im Arbeitszimmer seines Hauses.

### Dr. Ruth Waldner
Dr. Ruth Waldner ist die zweite Ehefrau von Ulrich und die Stiefmutter von Barbara und Kai. Sie arbeitet als Anästhesistin in der Waldner-Klinik. Wie auch ihr Mann ist sie mit Stefan eng befreundet. Sie hat eine Schwester namens Sophie, die zum Serienfinale Stefan heiratet.

### Irene Kadenbach
Irene Kadenbach ist Verwaltungschefin und Anteilseignerin der Waldner-Klinik. Sie ist egoistisch, launisch und missgünstig. Für das Wohlergehen der Patienten interessiert sie sich kaum, vielmehr ist ihr das Ansehen der Klinik und der Profit wichtig, weswegen es häufig zu Meinungsverschiedenheiten zwischen ihr und Stefan oder den Waldners kommt. Sie macht Stefan, den sie aus dessen Studienzeiten kennt, regelmäßig Avancen, welche dieser jedoch stets abblockt. Zu Beginn der Serie ist sie mit dem Konsul Karl Kadenbach verheiratet, beginnt jedoch bereits während ihrer laufenden Ehe mit dem Konsul eine Beziehung mit Dr. Christian Roehrs, den sie nach dem Unfalltod ihres Mannes heiratet. Bei einem missglückten Fallschirmsprung wird sie so schwer verletzt, dass sie kurzzeitig gelähmt ist, allerdings lernt sie mithilfe einer Physiotherapie langsam wieder das Laufen und ist einige Zeit später völlig genesen. Eine weitere Ehe mit einem Klinikarzt scheitert, woraufhin sie und Christian sich wieder annähern.

### Dr. Christian Roehrs
Dr. Christian Roehrs ist Chirurg in der Waldner-Klinik und auf Schönheitsoperationen spezialisiert. Er gilt als absolute Koryphäe seines Fachs und ist sich dessen auch bewusst, weswegen er stets selbstbewusst bis arrogant auftritt. Sein Verhältnis zu Stefan und den anderen Kollegen ist schwierig, bessert sich jedoch im Verlauf der Serie ein wenig. Er ist ein Lebemann und Schürzenjäger, der trotz seiner zwischenzeitlichen Ehe mit Irene und der Verlobung mit Laura regelmäßig mit anderen Frauen wie beispielsweise Krankenschwestern oder Patientinnen flirtet, was letztlich zum Scheitern der beiden Beziehungen führt. Zwischenzeitlich verlässt er die Waldner-Klinik, kehrt jedoch nach einem fehlgeschlagenen Versuch, eine eigene Schönheitsklinik aufzubauen, wieder zurück. Gegen Ende der Serie versöhnt er sich mit Irene.

## Ausstrahlung
Die Erstausstrahlung der Serie erfolgte mit dem Pilotfilm Ein Ende kann ein neuer Anfang sein am 2. März 1995 auf dem Privatsender RTL, die erste Staffel lief bis zum Juli 1995. Sendetermin war der Donnerstagabend um 20:15 Uhr, der auch für die Ausstrahlung weiterer vier Staffeln beibehalten wurde. Staffel 2 wurde von Februar bis Juni 1996, Staffel 3 von Juli 1997 bis Januar 1998 ausgestrahlt. Die vierte und fünfte Staffel wurden von März 1999 bis Mai 2000 gesendet, der Abstand zwischen den beiden Staffeln betrug im Gegensatz zu den vorherigen nur drei Monate.
Mit der Ausstrahlung der sechsten und letzten Staffel ab dem 13. Juni 2001 wechselte erstmals der Sendeplatz, die Serie wurde von nun an am Mittwochabend um 21:15 Uhr gezeigt. Nach 104 Folgen lief mit der Episode Bei aller Liebe am 5. September die letzte neue Folge der Serie.
Ab dem 28. September 2001 wurde die Serie fast vier Jahre lang in Dauerschleife im werktäglichen RTL-Vormittagsprogramm um 10:00 Uhr gesendet. Diese Ausstrahlung wurde am 19. August 2005 beendet. Während dieser Zeit waren einige Folgen der Serie auch kurzzeitig im Abendprogramm von RTL bzw. Super RTL zu sehen.
In Österreich wurde die Serie auf ORF2 im Frühjahr und Sommer 2003 montags bis freitags im Nachmittagsprogramm (ca. 14 Uhr) sowie im Winter 2004/2005 am Vormittag (ca. 11 Uhr) ausgestrahlt. 2007 und 2008 wurden manchmal vormittags oder nachmittags einzelne Episoden gesendet, um Programmlücken zu füllen. Außerdem wurde die gesamte Serie zwischen 2006 und 2011 mehrmals im Nachtprogramm wiederholt.
In der Schweiz war die Serie auf SRF 1 vom 20. September bis 30. Oktober 2006 (ab 16:05 Uhr) sowie vom 19. Juli bis zum 17. August 2007 (ab ca. 9:40 Uhr) jeweils bis Folge 20 montags bis freitags zu sehen. Beginnend mit Folge 21 am 20. Februar 2008 wurde die Ausstrahlung bis zur letzten Folge am 27. Juni 2008 jeweils um 16:05 Uhr fortgesetzt.
Seit 6. Juni 2016 werden auf RTLplus montags um 20:15 Uhr Wiederholungen als Doppelfolgen ab der ersten Folge ausgestrahlt. Dafür wurde die ursprünglich im Bildformat 4:3 produzierte Serie ins heute übliche 16:9 umgewandelt. Im Jahr 2021 wurde alle Folgen im Vorabendprogramm von RTLup wiederholt. Drei Jahre nach der letzten Ausstrahlung, wiederholt RTLup die Serie seit dem 6. Januar 2025 montags um 20:15 Uhr in Doppelfolgen.

## DVD
- 1. Staffel (Veröffentlichung: 16. Juli 2010) – Pilotfilm + 16 Episoden[5]
- 2. Staffel (Veröffentlichung: 29. Oktober 2010) – 16 Episoden[6]
- 3. Staffel (Veröffentlichung: 1. April 2011) – 16 Episoden
- 4. Staffel (Veröffentlichung: Juli 2011) – 16 Episoden
- 5. Staffel (Veröffentlichung: 29. September 2011) – 16 Episoden
- 6. und 7. Staffel (Veröffentlichung: 29. September 2011) – 25 Episoden